# The Jewel
The Jewel – pierwszy długogrający (LP) album zespołu Pendragon. Został wydany w 1985 roku, a w 2005 ukazała się specjalna zremasterowana wersja z dodatkowymi utworami Fly High, Fall Far, Victims of Life, Armageddon oraz Insomnia.

## Spis utworów
1. Higher Circles - 3:29
2. The Pleasure of Hope - 3:43
3. Leviathan - 6:13:
4. Alaska - 8:39
1 - At Home with the Earth
2 - Snowfall
5. Circus - 6:34
6. Oh Divineo - 6:51
7. The Black Knight - 9:57

Bonus:
1. Fly High Fall Far - 4:56
2. Victims of Life - 6:53
3. Armageddon - 6:12
4. Insomnia - 4:12

## Skład zespołu
- Nick Barrett - śpiew, gitara
- Rik Carter - instrumenty klawiszowe
- Peter Gee - gitara basowa, gitara
- Nigel Harris - instrumenty perkusyjne